# Roland Emmerich
Roland Emmerich (født 10. november 1955 i Stuttgart, Baden-Württemberg, Tyskland) er en tysk filminstruktør, virksom i USA. 
Emmerich debuterede i 1984. Han anskaffede sig et navn i Hollywood med actionfilmen Universal Soldier (1992) med Jean-Claude Van Damme, og fik en ny publikumssucces med den aparte science fiction-film Stargate (1994). Med undtagelse af The Patriot (Patrioten, 2000), hvor Mel Gibson spiller frihedskæmper under den amerikanske uafhængighedskrig, har Emmerich specialiseret sig i effektfuld science fiction- og katastrofefilm i storformat: Independence Day (1996), Godzilla (1998), The Day After Tomorrow (2004), 10,000 BC (2008), 2012 (2009).

## Filmografi (udvalg)
- 1992 – Universal Soldier
- 1994 – Stargate
- 1996 – Independence Day
- 1998 – Godzilla
- 2000 – Patrioten
- 2004 – The Day After Tomorrow
- 2008 – 10,000 BC
- 2009 – 2012
- 2011 – Anonymous
- 2013 - White House Down
- 2019 - Midway